# Drenik (priimek)
Drenik je priimek v Sloveniji, ki ga je po podatkih Statističnega urada Republike Slovenije na dan 1. januarja 2010 uporabljalo 158 oseb in je med vsemi priimki po pogostosti uporabe uvrščen na 2.812. mesto.

## Znani nosilci priimka
- Aleš Drenik, glasbenik klarinetist, magister ekonomije, klasično-glasbeni menedžer/organizator
- Bojan Drenik (1876–1965): prosvetni delavec, publicist,
- Fran Drenik (1839–1927), narodni delavec, politik
- Franc Ksaver Drenik (1732–1780), jezuit in misijonar(
- Marija Drenik (por. Marie Freud), predavateljica
- Matt Drenik (*1979), ameriški rock pevec
- Simona Drenik Bavdek, mednarodna pravnica, docentka za ustavno in mednarodno pravo